# Мейфлавер (Арканзас)
Мейфлавер (англ. Mayflower) — місто (англ. city) в США, в окрузі Фолкнер штату Арканзас. Населення — 1984 особи (2020).

## Географія
Мейфлавер розташований на висоті 86 метрів над рівнем моря за координатами 34°58′49″ пн. ш. 92°25′10″ зх. д. / 34.98028° пн. ш. 92.41944° зх. д. (34.980324, -92.419355).  За даними Бюро перепису населення США в 2010 році місто мало площу 10,38 км², з яких 10,26 км² — суходіл та 0,12 км² — водойми.

## Демографія
Згідно з переписом 2010 року, у місті мешкали 2234 особи в 947 домогосподарствах у складі 645 родин. Густота населення становила 215 осіб/км².  Було 1078 помешкань (104/км²). 
Расовий склад населення:
| - 91,7 % — білих - 5,0 % — чорних або афроамериканців - 0,4 % — корінних американців - 0,2 % — азіатів |

До двох чи більше рас належало 1,9 %. Іспаномовні складали 2,4 % від усіх жителів.
За віковим діапазоном населення розподілялося таким чином: 21,5 % — особи молодші 18 років, 62,7 % — особи у віці 18—64 років, 15,8 % — особи у віці 65 років та старші. Медіана віку мешканця становила 39,8 року. На 100 осіб жіночої статі у місті припадало 96,1 чоловіків;  на 100 жінок у віці від 18 років та старших — 97,1 чоловіків також старших 18 років.
Середній дохід на одне домашнє господарство  становив 75 400 доларів США (медіана — 42 798), а середній дохід на одну сім'ю — 86 072 долари (медіана — 56 250). Медіана доходів становила 36 301 долар для чоловіків та 32 000 доларів для жінок. За межею бідності перебувало 8,5 % осіб, у тому числі 8,2 % дітей у віці до 18 років та 4,3 % осіб у віці 65 років та старших.
Цивільне працевлаштоване населення становило 994 особи. Основні галузі зайнятості: освіта, охорона здоров'я та соціальна допомога — 24,7 %, роздрібна торгівля — 14,0 %, будівництво — 9,9 %, транспорт — 9,5 %.
За даними перепису населення 2000 року в Мейфлавері проживала 1631 особа, 500 сімей, налічувалося 740 домашніх господарств і 872 житлових будинки. Середня густота населення становила близько 211,8 осіб на один квадратний кілометр. Расовий склад Мейфлавера за даними перепису розподілився таким чином: 95,16 % білих, 3,37 % — чорних або афроамериканців, 0,31 % — корінних американців, 0,06 % — азіатів, 0,86 % — представників змішаних рас, 0,25 % — інших народів. Іспаномовні склали 0,67 % від усіх жителів міста.
З 740 домашніх господарств в 20,7 % — виховували дітей віком до 18 років, 53,8 % представляли собою подружні пари, які спільно проживали, в 10,0 % сімей жінки проживали без чоловіків, 32,4 % не мали сімей. 27,8 % від загального числа сімей на момент перепису жили самостійно, при цьому 11,6 % склали самотні літні люди у віці 65 років та старше. Середній розмір домашнього господарства склав 2,20 особи, а середній розмір родини — 2,66 особи.
Населення міста за віковим діапазоном за даними перепису 2000 року розподілилося таким чином: 17,5 % — жителі молодше 18 років, 7,2 % — між 18 і 24 роками, 24,3 % — від 25 до 44 років, 30,9 % — від 45 до 64 років і 20,1 % — у віці 65 років та старше. Середній вік мешканця склав 46 років. На кожні 100 жінок в Мейфлавері припадало 92,6 чоловіків, у віці від 18 років та старше — 93,0 чоловіків також старше 18 років.
Середній дохід на одне домашнє господарство в місті склав 35 469 доларів США, а середній дохід на одну сім'ю — 39 013 доларів. При цьому чоловіки мали середній дохід в 29 821 долар США на рік проти 23 102 доларів середньорічного доходу у жінок. Дохід на душу населення в місті склав 19 889 доларів на рік. 7,0 % від усього числа сімей в окрузі і 8,6 % від усієї чисельності населення перебувало на момент перепису населення за межею бідності, при цьому 9,1 % з них були молодші 18 років і 14,0 % — у віці 65 років та старше.